# الباطن (مجزر)

تعديل مصدري - تعديل

الباطن هي إحدى قرى عزلة ال حذقين بمديرية مجزر التابعة لمحافظة مأرب، بلغ تعداد سكانها 710 نسمة حسب تعداد اليمن لعام 2004.